# Bataille de Cadix (1702)
Pour les articles homonymes, voir Bataille de Cadix.
Guerre de Succession d'Espagne
Batailles
Campagnes de Flandre et du Rhin
- Landau (1702)
- Friedlingen (1702)
- Kehl (1703)
- Ekeren (1703)
- Höchstädt (1703)
- Spire (1703)
- Schellenberg (Donauworth) (1704)
- Blenheim (1704)
- Landau (1704)
- Vieux-Brisach (1704)
- Eliksem (1705)
- Ramillies (1706)
- Stollhofen (1707)
- Cap Béveziers (1707)
- Cap Lizard (1707)
- Audenarde (1708)
- Wynendaele (1708)
- Lille (1708)
- Gand (1708)
- Malplaquet (1709)
- Douai (1710)
- Bouchain (1711)
- Denain (1712)
- Bouchain (1712)
- Douai (1712)
- Landau (1713)
- Fribourg (1713)

Campagnes d'Italie
- Carpi (1701)
- Chiari (1701)
- Crémone (1702)
- Luzzara (1702)
- Verceil (1704)
- Cassano (1705)
- Nice (1705-1706)
- Calcinato (1706)
- Turin (1706)
- Castiglione (1706)
- Toulon (1707)
- Gaeta (1707)
- Cesana (1708)
- Syracuse (1710)

Campagnes d'Espagne et de Portugal
- Cadix (1702)
- Vigo (navale 1702)
- Cap de la Roque (1703)
- Gibraltar (août 1704)
- Ceuta (1704) (es)
- Málaga (1704)
- Gibraltar (1704-1705)
- Marbella (1705)
- Montjuïc (1705)
- Barcelone (1705)
- Badajoz (1705)
- Barcelone (1706)
- Murcie (1706) (es)
- El Albujón (1706) (es)
- Santa Cruz de Ténérife (1706) (en)
- Almansa (1707)
- Xàtiva (1707)
- Ciudad Rodrigo (1707) (en)
- Lérida (1707)
- Tortosa (1708)
- Minorque (1708)
- Gudiña (1709)
- Almenar (1710)
- Saragosse (1710)
- Brihuega (1710)
- Villaviciosa (1710)
- Barcelone (1713-1714)

Campagnes de Hongrie
- Saint-Gotthard (1703) (en)
- Biskupice (1704) (en)
- Smolenice (1704) (en)
- Koroncó (1704) (en)
- Zsibó (1705) (en)
- Saint-Gotthard (1705) (en)
- Trenčín (1708) (en)

Antilles et Amérique du sud
- Santa Marta (1702)
- Guadeloupe (1703)
- Nassau (1703)
- Colonia del Sacramento (1704)
- Carthagène (1708)
- Rio (1710)
- Carthagène (1711)
- Rio (1711)
- Cassard (1712)

La bataille de Cadix s'est déroulée du 23 août au 30 septembre 1702, pendant la guerre de Succession d'Espagne, entre les Espagnols et les Anglo-Hollandais qui tentaient de s'emparer du port de Cadix, grand centre européen du commerce entre l'Espagne et l'Amérique. La prise du port devait fournir aux Alliés une importante base à partir de laquelle leur flotte pourraient contrôler la Méditerranée occidentale et isoler l'Espagne de son empire des Amériques.

## Contexte
Le 15 mai 1702, les puissances de la Grande Alliance, dirigée par l'Angleterre et les Provinces-Unies, déclarent la guerre à la France et l'Espagne. L'empereur Léopold Ier déclare également la guerre aux Bourbons, mais ses troupes commandées par le prince Eugène de Savoie ont déjà commencé les hostilités dans le nord de l'Italie, le long de la vallée du Pô dans le but d'obtenir pour l'Autriche le duché de Milan alors possession espagnole. 
La campagne victorieuse d'Eugène de Savoie en 1701 (bataille de Carpi, et de Chiari) a suscité l'enthousiasme de l'Angleterre pour la guerre contre la France, et a persuadé Guillaume III d'Angleterre d'envoyer une flotte alliée en Méditerranée. Le comte Wratislaw (en), envoyé de l'Empereur en Angleterre, persuade le roi que l'envoi d'une flotte alliée en Méditerranée provoquerait le soulèvement de la province espagnole de Naples, qui gagnerait l'Italie du sud, intimiderait le francophile pape Clément XI, et encouragerait le duc de Savoie, et d'autres princes d'Italie, à changer de camp. Plus modestement, le prince de Savoie plaide pour une escadre chargée de protéger le passage de ses livraisons depuis Trieste à travers l'Adriatique.
Les Anglais ont leurs propres intérêts à défendre en Méditerranée : la Compagnie du Levant a besoin d'escorte, et une présence navale alliée permettrait de contester la domination de la flotte française de Toulon, une attaque sur celle-ci porterait un coup fatal à la domination navale française. Toutefois, pour que les Alliés s'engagent en Méditerranée, il faut d'abord assurer une base sur la péninsule ibérique. En outre, la prise de Cádiz ouvrirait le détroit et la porte du commerce avec le Nouveau Monde. La mort de Guillaume III le 8 mars 1702 ne bouleverse pas ces plans, qui reçoivent très vite l'assentiment d'Anne Stuart, la nouvelle reine d'Angleterre, et de ses ministres conduits par le duc de Marlborough, commandant en chef des forces britanniques.
Les représentants de l'Angleterre à la cour de Lisbonne, John Methuen et son fils Paul, réclament une forte démonstration navale sur la côte espagnole pour encourager l'indécis Pierre II de Portugal d'annuler ses récents traités avec la France et l'Espagne, et d'adhérer à la Ligue d'Augsbourg. Les Methuen ont le soutien du prince Georges de Hesse-Darmstadt, cousin de l'impératrice Éléonore de Neubourg. Les alliés estiment que le prince pourrait inspirer et même diriger l'insurrection pro-autrichienne en Espagne au nom du fils cadet de l'Empereur et prétendant au trône d'Espagne, l'archiduc Charles de Habsbourg.

## Opérations
Le 23 août 1702, la flotte combinée anglo-hollandaise arrive en vue de Cadix sous le commandement de l'amiral anglais Sir George Rooke. La flotte était composée de 207 navires, en comptant navires de ligne, auxiliaires et de transport et un total de 14 000 hommes de débarquement sous les ordres du duc d'Ormonde. La flotte anglaise était composée de 30 navires, 6 frégates, 5 bombardes et 9 brûlots avec un total de 2 570 canons et 16 400 hommes d'équipage. La flotte hollandaise quant à elle était composée de 20 navires, 3 frégates, 3 bombardes et 3 brûlots totalisant 1 580 canons et 10 850 hommes d'équipage.
Subitement devenue zone de guerre, l'Andalousie était faiblement défendue. Le gouverneur d'Andalousie, le marquis de Villadarias, ne disposait dans les environs que de 150 cavaliers. Escipion Brancaccio, commandant de la ville de Cadix, ne disposait quant à lui que de 300 soldats sous ses ordres.
Les Anglo-Hollandais procédèrent avec beaucoup de lenteur et désordre dus aux désaccords entre leurs chefs. 
Pour finir, ils débarquèrent près du port de Santa Maria, et pendant le débarquement, une forte bise fit couler 25 barges et noya 20 hommes. La lenteur des Anglo-Hollandais fut mise à profit par Villadarias, qui réussit à réunir rapidement environ 600 cavaliers et quelques bataillons de miliciens. Les alliés réussirent à débarquer malgré la résistance de quelques soldats espagnols. Un des officiers anglais, Lord Stanhope, admit que si les Espagnols avaient disposé de 200 cavaliers de plus, ils auraient repoussé le débarquement. 
Une fois débarqués, ils avancèrent jusqu'à Rota où ils passèrent deux jours entiers à débarquer les approvisionnements. Pendant ce temps, les cavaliers de Villadarias les harcelaient en leur causant un très grand nombre de pertes. Les alliés rebroussèrent chemin et mirent à sac le port de Santa Maria en profanant tous les lieux sacrés. Le temps perdu par les alliés fut mis à profit pour renforcer la défense de Cadix. Fernan Nuñez entra dans le port de la ville avec ses galères et Villadarias continua à attaquer en de multiples endroits avec ses cavaliers.
Les alliés, pour mettre en sécurité leur flotte, qui était ancrée dans une plage exposée, voulurent la mettre à l'abri dans la baie de Cadix. Pour cela, ils devaient capturer le fort de Matagorda (es), ce qui leur permettrait également de détruire les galères espagnoles de Fernan Nuñez.
Avec 600 Hollandais et 1 600 Anglais, ils construisirent un chemin à travers le sable et mirent en place une batterie pour attaquer le fort. Mais, depuis cette position, ils étaient à portée de l'artillerie des navires espagnols du port et des galères qui réalisaient des attaques sur leur flancs. 
Pendant ce temps, les cavaliers espagnols de Villadarias continuaient leurs incursions pour couper les communications des alliés et reconquirent Rota lors d'une attaque surprise. Entre-temps, les Anglais ne progressaient guère ; le fort de Matagorda résistait toujours. 
Pour finir, au vu du manque de progrès, ils décidèrent de rembarquer un mois après leur arrivée.